# Afroinsectiphilia
Afroinsectiphilia es un clado de mamíferos placentarios insectívoros que incluye a los órdenes Afrosoricida, Macroscelidea, Tubulidentata y usualmente se incluyen dos extintos Ptolemaiida y Bibymalagasia.
El clado esta respaldado por los análisis moleculares y como sinapomorfia comparten similitudes dentales únicas. Tradicionalmente se consideraba que los macroscelideos y tubulidentados estaban relacionados con el origen de los ungulados, pero los análisis moleculares han demostrado que los ungulados son un grupo polifilético. Con antigüedad los afrosoricidos y macroscelideos fueron agrupados en los órdenes Insectivora y Lipotyphla que resultaron ser polifiléticos.

## Clasificación
- Afroinsectiphilia
  - Orden Tubulidentata
  - Orden Ptolemaiida †
  - Orden Bibymalagasia †
  - Clado Afroinsectivora
    - Orden Afrosoricida
    - Orden Macroscelidea

## Filogenia
Esta es la filogenia de acuerdo a con los análisis genéticos:
|                 | Tubulidentata                                                  |
|                 |                                                                |
| Afroinsectivora | \| \| Macroscelidea \| \| \| \| \| \| Afrosoricida \| \| \| \| |
|                 | \| \| Macroscelidea \| \| \| \| \| \| Afrosoricida \| \| \| \| |
|                 | Macroscelidea                                                  |
|                 |                                                                |
|                 | Afrosoricida                                                   |
|                 |                                                                |

|  | Macroscelidea |
|  |               |
|  | Afrosoricida  |
|  |               |

|             | Hyracoidea                                              |
|             |                                                         |
| Tethytheria | \| \| Sirenia \| \| \| \| \| \| Proboscidea \| \| \| \| |
|             | \| \| Sirenia \| \| \| \| \| \| Proboscidea \| \| \| \| |
|             | Sirenia                                                 |
|             |                                                         |
|             | Proboscidea                                             |
|             |                                                         |

|  | Sirenia     |
|  |             |
|  | Proboscidea |
|  |             |

|                 | Tubulidentata                                                  |
|                 |                                                                |
| Afroinsectivora | \| \| Macroscelidea \| \| \| \| \| \| Afrosoricida \| \| \| \| |
|                 | \| \| Macroscelidea \| \| \| \| \| \| Afrosoricida \| \| \| \| |
|                 | Macroscelidea                                                  |
|                 |                                                                |
|                 | Afrosoricida                                                   |
|                 |                                                                |

|  | Macroscelidea |
|  |               |
|  | Afrosoricida  |
|  |               |

|             | Hyracoidea                                              |
|             |                                                         |
| Tethytheria | \| \| Sirenia \| \| \| \| \| \| Proboscidea \| \| \| \| |
|             | \| \| Sirenia \| \| \| \| \| \| Proboscidea \| \| \| \| |
|             | Sirenia                                                 |
|             |                                                         |
|             | Proboscidea                                             |
|             |                                                         |

|  | Sirenia     |
|  |             |
|  | Proboscidea |
|  |             |